# Abitibifloden
Abitibifloten är en flod i provinsen Ontario, Kanada som bildar utlopp för Abitibisjön och mynnar i Moose Rivers mynningsvik vid Jamesbukten. Floden är 547 kilometer lång.